# Nuussuaq (osada)
Nuussuaq (zastarale Nûgssuaq, dánsky Kraulshavn) je město v Grónsku v kraji Avannaata. Je to jediná osada v Upernavickém souostroví, která má přístup k pevnině, jelikož se nachází na poloostrově, nikoliv na ostrově. V roce 2017 tu žilo 192 obyvatel.

## Historie

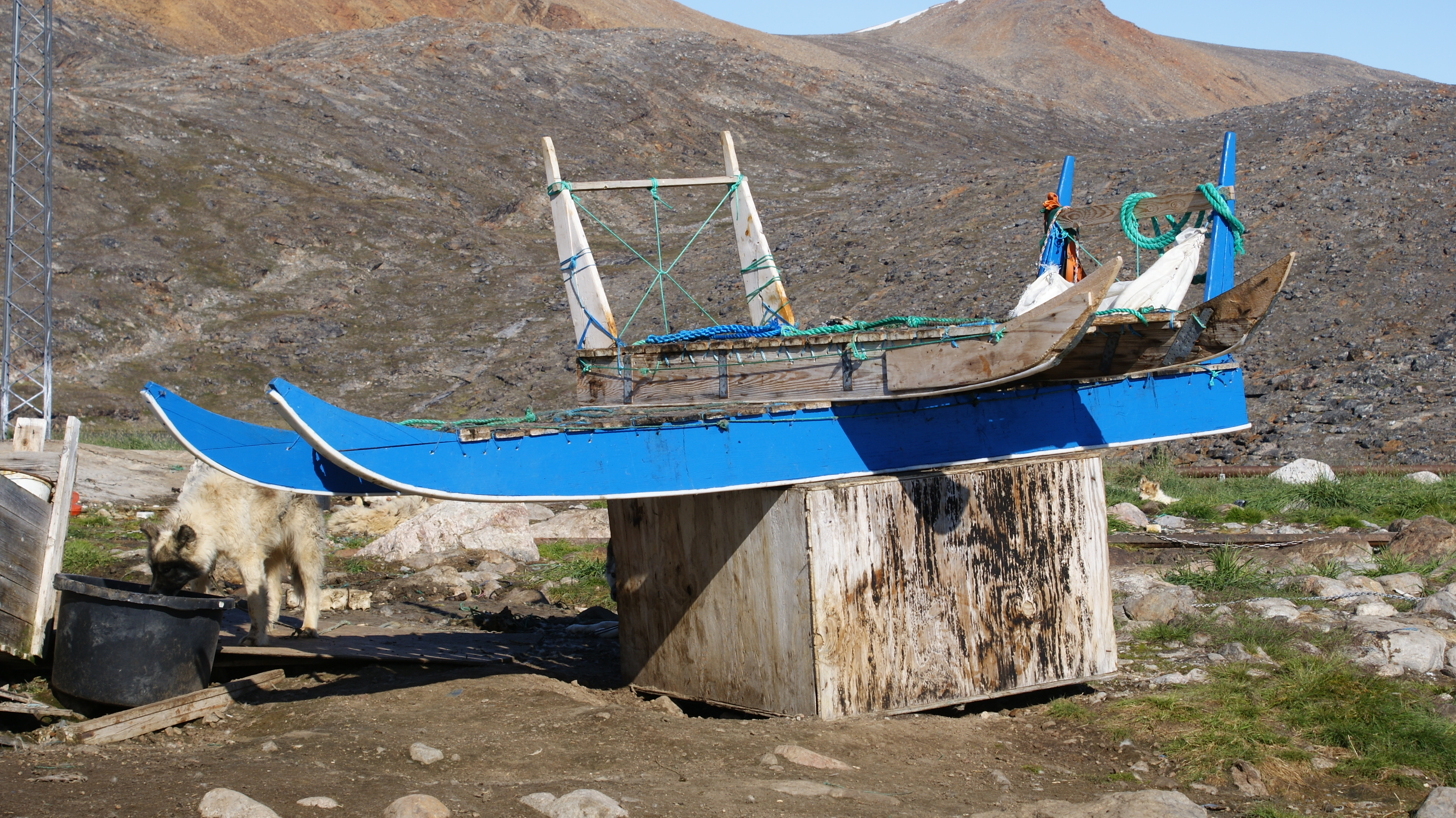
Saně se psím spřežením zůstávají stále dopravním prostředkem v zimě

Oblast Upernavického souostroví patřila k nejdříve osídleným oblastem v Grónsku. První Inuité oblast přešli asi 2000 let př. n. l. a zakládali po sobě osady. Poprvé byla oblast osídlená Saqqackou kulturou, poté ale sdílela oblast i s Dorsetskou kulturou, která přišla z Kanady. Ve 13. století je však vyhnali Thulští lidé.
Osada nebyla obydlená až do roku 1923, když tu byla založena obchodníky z Upernaviku osada na místě dnešního Nuussuaqu. Počet obyvatel Nuussuaqu stoupal díky opuštění osad Kuuk, Ikermiut a Itissaalik. Ne ale všichni se přestěhovali do Nuussuaqu; většina se přestěhovala do sousedního Kullorsuaqu.

## Počet obyvatel
Počet obyvatel Nuussuaqu se v posledních dvou desetiletích zvyšoval, od roku 2006 však začal mírně klesat, od roku 2010 je opět stabilní. Důvodem je větší oblíbenost nedaleké osady Kullorsuaq.